# Helen Hanft
Helen Hanft est une actrice américaine née le 4 avril 1934 à New York et morte dans cette ville le 30 mai 2013.

## Filmographie

### Cinéma
- 1976 : Next Stop, Greenwich Village de Paul Mazursky : Femme de Herb
- 1979 : Manhattan de Woody Allen : Invitée à la soirée
- 1980 : Willie and Phil : Used Cars Salesperson
- 1980 : Stardust Memories de Woody Allen : Vivian Orkin
- 1981 : Arthur de Steve Gordon : Femme de Perry
- 1981 : Honky Tonk Freeway de John Schlesinger : Bag Lady
- 1985 : La Rose pourpre du Caire (The Purple Rose of Cairo) de Woody Allen : Une spectatrice
- 1986 : 9 semaines 1/2 (Nine 1/2 Weeks) d'Adrian Lyne : Flea Market Shawl Seller
- 1986 : Le flic était presque parfait (Off Beat) : Serveuse
- 1987 : The Lawnmower Man, court-métrage de James Gonis : Mrs. Parkette
- 1987 : Éclair de lune (Moonstruck) de Norman Jewison : Lotte
- 1988 : Un prince à New York (Coming to America) de John Landis : Femme dans le métro
- 1988 : Plein Pot (License to Drive) de Greg Beeman : Miss Hellberg
- 1989 : New York Stories, film à sketchs, sketch Le Complot d'Œdipe (Oedipus Wrecks) de Woody Allen : Une citadine
- 1989 : Identity Crisis de Melvin Van Peebles : Hag
- 1989 : Fear, Anxiety & Depression : Roz
- 1990 : Le Mariage de Betsy (Betsy's Wedding) : Fitter
- 1991 : La Femme du boucher (The Butcher's Wife) de Terry Hughes : Molly
- 1992 : 4 New-yorkaises (Used People) de Beeban Kidron : Tante Ruthie
- 1994 : L'Irrésistible North (North) de Rob Reiner : Standardiste
- 1994 : L'Amour en équation (I.Q.) de Fred Schepisi : Rose
- 1996 : L'Associé (The Associate) de Donald Petrie : Mrs. Cupchick
- 1997 : Mr. Jealousy : Millie
- 1999 : Trick de Jim Fall : Greasy Spoon Waitress
- 1999 : Fever d'Alex Winter : Louisa
- 2002 : Dummy de Greg Pritikin (en) : Mrs. Gurkel

### Télévision
- 1989 : Kojak: Ariana : Une femme
- 1988 : Clinton and Nadine : Lady Manager
- 1984 : Summer Switch : Serveuse
- 1976 : Luke Was There : Shopping Bag Lady
- 1986 : Apology : Cashier
- 1997 : New York, police judiciaire (saison 8, épisode 2) : Martha
- 2000 : New York, unité spéciale (saison 2, épisode 6) : Mrs. Billings
- 2001 : New York, unité spéciale (saison 12, épisode 1) : Vera
- 2002 : New York, section criminelle (saison 1, épisode 18) : Ruth Cohen